# 水厂
水厂，一般指“给水处理厂”、“给水厂”、「淨水廠」或「自來水廠」，即利用河流、湖泊、地下水等源水生产居民生活用水、工业生产用水及城镇其他用水（如消防、绿化、浇洒道路等）的水处理厂。与之相对的是污水处理厂。
中国第一座水厂是位于上海杨浦区的杨树浦水厂，建于1881年。